# Aromaticité

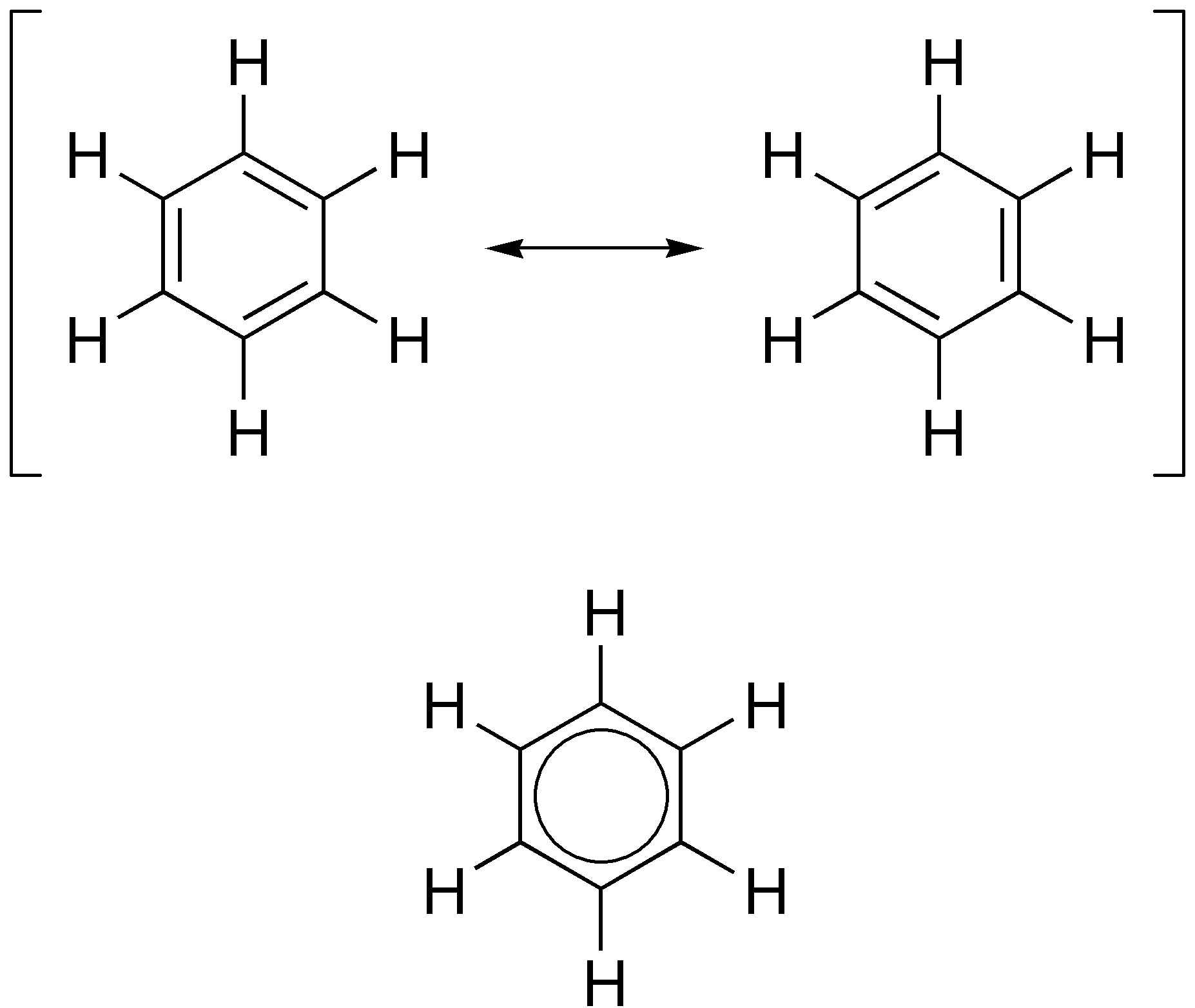
Le cycle benzène est souvent utilisé comme exemple d'aromaticité

En chimie, l'aromaticité est une propriété de certaines des structures moléculaires avec un composé cyclique qui est particulièrement stable. L'aromaticité est définie par la règle de Hückel ; les molécules organiques respectant cette règle sont appelées « composés aromatiques ».

## Définition théorique
Un composé organique est dit aromatique quand il satisfait aux conditions suivantes :
1. présence d'un cycle comportant un système π conjugué, formé de liaisons doubles et/ou de doublets non-liants ;
2. chaque atome du cycle comporte une orbitale p ;
3. les orbitales p se recouvrent (système π conjugué), la molécule étant plane au niveau de ce composé cyclique ;
4. la délocalisation des électrons π entraîne une diminution de l'énergie de la molécule.

Si les trois premiers critères sont satisfaits, mais que la délocalisation entraînerait une augmentation de l'énergie, le composé est dit anti-aromatique.
En pratique, le 4e critère est traduit par la règle de Hückel : la délocalisation entraîne une diminution de l'énergie de la molécule (et donc, une stabilisation de cette dernière) si le nombre d'électrons π est égal à (4n + 2), où n est un entier positif ou nul. À l'inverse, les composés anti-aromatiques (lorsque la délocalisation des électrons entraîne une augmentation de l'énergie, et donc une perte de stabilité) possèdent 4n électrons π. Cette règle est valable pour les composés relativement simples, possédant au plus quelques cycles, au-delà, il faut avoir recours à d'autres méthodes, semi-empiriques ou faisant appel à la mécanique quantique.
En présence d'un composé cyclique avec des liaisons π conjuguées dont la délocalisation des électrons π entraîne une énergie similaire, on est en présence d'un composé non-aromatique, soit aliphatique.

## Énergie de stabilisation
| Nom        | Formule brute | Énergie de stabilisation (kJ⋅mol−1) |
| ---------- | ------------- | ----------------------------------- |
| Benzène    | C6H6          | 150                                 |
| Furane     | C4H4O         | 16                                  |
| Pyrrole    | C4H5N         | 16                                  |
| Thiophène  | C4H4S         | 17                                  |
| Pyridine   | C5H5N         | 2,26                                |
| Naphtalène | C10H8         | 71                                  |
| Indole     | C8H7N         | 48                                  |
| Quinoléine | C9H7N         | 55                                  |
| Anthracène | C14H10        | 104                                 |
| Carbazole  | C12H9N        | 83                                  |
| Acridine   | C13H9N        | 107                                 |